# Päiviö
Päiviö är en ö i Finland. Den ligger i sjön Ukonlampi och i kommunen Kuopio i den ekonomiska regionen  Kuopio ekonomiska region  och landskapet Norra Savolax, i den centrala delen av landet, 300 km nordost om huvudstaden Helsingfors. Öns area är 1,5 hektar och dess största längd är 160 meter i öst-västlig riktning.